# Notoclinus
Notoclinus is een geslacht van straalvinnige vissen uit de familie van drievinslijmvissen (Tripterygiidae).

## Soorten
- Notoclinus compressus (Hutton, 1872)
- Notoclinus fenestratus (Forster, 1801)